# ماکسیمیلیان کلبه
ماکسیمیلیان کلبه (انگلیسی: Maximilian Kolbe؛ ۸ ژانویه ۱۸۹۴ – ۱۴ اوت ۱۹۴۱) یک قدیس مسیحی اهل لهستان بود.